# 린다 페
린다 페(Linda Fäh, 1987년 11월 10일 ~ )는 스위스의 미인 대회 우승자, 모델이다. 2009년 미스 스위스 우승자이며 미스 유니버스 2010에서 스위스 대표로 참가했다.